# Most Zatoka
Most Zatoka (ukr. Підйомний міст у Затоці) je okomiti cestovni i željeznički most u Ukrajini, koji prelazi Dnjestarski estuarij u Zatoki, Bilgorod-Dnjestrovski rajon, Odeška oblast.
Most je otvoren 1955. godine i vodi autocestu H33 (bivši P70) između Odese i grada Bilgorod-Dnjestrovski, te željezničku prugu od Odese do Besarabije.
Most je strateški važan kao jedina izravna kopnena veza Odese prema Budžaku i Rumunjskoj. Tijekom ruske invazije na Ukrajinu koja je započela 2022., most je više puta bio na meti ruskih projektila. Dana 10. veljače 2023. most je pogodila najvjerojatnije ruska pomorska bespilotna letjelica.